# NGC 5051
NGC 5051 este o emission-line galaxy⁠(d) situată în constelația Hidra. A fost descoperită în 30 martie 1835 de către John Herschel. Se află la o distanță de 61,24 de megaparseci de Pământ.